# ¡Asústate, Merche!
¡Asústate, Merche! es una novela de Fina Casalderrey, publicada por Ediciones Xerais en 1994. Está estructurada en tres partes, y consta de 44 capítulos. El original, escrito en gallego, fues traducido a catalán, castellano y portugués.

## Personajes

### Principales
- Auria es una adolescente de 15 años que vive en una vida que ella no eligió y que experimenta una nueva experiencia que transforma su transcurso vital por completo y la obliga a pensar en una solución drástica como es el suicidio. Luego de un viaje por Europa junto con personas conocidas y también desconocidas descubre el amor, algo que jamás se le había pasado por la cabeza, y descubre que la vida puede llegar a ser más dura de lo que se imaginaba.

- Paio es el sobrino de Salvador, el profesor de religión y cura de la parroquia, y acude junto con el resto del grupo al viaje que lleva a los chicos por toda Europa, el amor lo sorprende a la vuelta de este viaje cuando descubre sus sentimientos por Auria. Es adoptado y esto le causa ciertos problemas en su relación con Auria, a pesar de que esta lo descubre casi sin querer.

- Merche es el diario de  Auria, y a pesar de ser un diario ella lo ve como si fuese una amiga a la que poder contarle todo lo que siente y piensa.

### Secundarios
- Frida se convierte en la mejor amiga de Auria luego del viaje, sufre graves problemas familiares y por eso debe mudarse con toda la familia a Valencia, aunque así no pierde el contacto con Auria.

- Salvador es el cura de la parroquia además del maestro de religión del instituto en el que estudia Auria, su fe se derrumba un poco cuando se da cuenta de que está enamorado de la madre de Auria, y estos comparten una bella historia de amor.